# Ніко Янкович
Ніко Янкович (хорв. Niko Janković, нар. 25 серпня 2001, Загреб, Хорватія) — хорватський футболіст, атакувальний півзахисник клубу «Рієка».

## Ігрова кар'єра

### Клубна
Ніко Янкович є вихованцем клубної академії загребського «Динамо». З 2013 по 2016 роки футболіст проходив стажування в молодіжній команді німецького клубу «Штутгарт». З 2020 року Янкович був внесений в заявку першої команди. Але в основі футболіст провів лише одну гру. В подальшому, не маючи змоги пробитися до першої команди, Янкович був відправлений в оренду. 
Провівши у 2021 році кілька матчів у хорватських клубах, на початку 2022 року Янкович відправився в оренду у боснійський «Зрінськи». 27 лютого Янкович провів першу гру в чемпіонаті Боснії і Герцеговини. У складі боснійського клубу Янкович дебютував у кваліфікаційному раунді Ліги чемпіонів. Провівши в «Зрінськи» два роки, на початку 2023 року Янкович повернувся до Хорватії, де на правах оренди приєднався до «Рієки». Після закінчення терміну оренди, футболіст підписав з клубом на постійній основі.

### Збірна
З 2018 по 2023 роки Ніко Янкович захищав кольори юнацьких збірних Хорватії.

## Титули
- Чемпіон Боснії і Герцеговини (1):

«Зрінськи»: 2021/22
- Чемпіон Хорватії (1):

«Рієка»: 2024/25
- Володар Кубка Хорватії (1):

«Рієка»: 2024/25